# Nicolás Zorrilla de San Martín
Zorrilla de San Martín, Nicolás. Valle de Ruesga (Cantabria), 11.XII.1678 - Zaragoza, 19.XII.1743 fue militar e intendente español.
Era hijo de Gaspar Zorrilla de San Martín y Arredondo (Valle de Ruesga, 1644), caballero de Santiago (1678), capitán de caballería, y de Jacquelina Livina de Maerschalch (Termonde, Bélgica, 1653). Ingresado en el ejército en 1694, combatió durante la guerra de Sucesión y obtuvo la cruz de caballero de Santiago (25 de abril de 1704), siendo capitán, llegando luego hasta teniente coronel. Gobernador político-militar de Tarifa (2 de diciembre de 1717), luego de Llerena, corregidor de Guadix y Baza (5 de junio de 1729), gobernador de Alcázar de San Juan y por fin de Ocaña, con los honores de intendente de ejército (7 de diciembre de 1738), sucedió a José del Campillo como intendente del ejército y reino de Aragón y corregidor de Zaragoza (10 de noviembre de 1741), cargos que desempeñó unos dos años. Había casado en fecha desconocida con Beatriz de Quesad